# Карбонат кобальта(II)
Карбонат кобальта(II) — неорганическое соединение, соль металла кобальта и угольной кислоты с формулой CoCO3,
красные или розовые кристаллы,
не растворяется в воде,
образует кристаллогидраты.

## Получение
- В природе встречается редкий минерал сферокобальтит — CoCO3 с примесями Ca, Ni, Fe.

- Действие на растворимую соль кобальта (II) раствором гидрокарбоната натрия, насыщенного углекислым газом:

{\displaystyle {\mathsf {CoSO_{4}+2NaHCO_{3}\ {\xrightarrow {}}\ CoCO_{3}\cdot 6H_{2}O\downarrow +Na_{2}SO_{4}+CO_{2}\uparrow +H_{2}O}}}
если раствор недостаточно насыщен углекислотой, то образуется основная соль сложного состава [CoCO3]x•[Co(OH)2]y.

## Физические свойства
Карбонат кобальта(II) образует красные или розовые кристаллы
тригональной сингонии,
пространственная группа R 3c,
параметры ячейки a = 0,4675 нм, c = 1,5135 нм, Z = 6.
Образует кристаллогидраты состава CoCO3•n H2O, где n = ½, 3, 6.
С аммиаком образует аддукт вида CoCO3•3NH3•4H2O.
Не растворяется в воде.
Ядовит.

## Химические свойства
- Кристаллогидрат теряет воду при нагревании:

{\displaystyle {\mathsf {CoCO_{3}\cdot 6H_{2}O\ {\xrightarrow {140^{o}C}}\ CoCO_{3}+6H_{2}O}}}
- Безводная соль при нагревании ступенчато разлагается:

{\displaystyle {\mathsf {2CoCO_{3}\ {\xrightarrow[{-CO_{2}}]{430-480^{o}C}}\ CoCO_{3}\cdot CoO\ {\xrightarrow[{-CO_{2}}]{430-480^{o}C}}\ 2CoO}}}